# Carteira de Identidade Nacional
A Carteira de Identidade Nacional (CIN) ou Carteira de identidade, antigamente chamada de Registro Geral (RG), é, por presunção, o principal documento de identificação dos cidadãos da República Federativa do Brasil expedido a cidadanias brasileiras (natas ou naturalizadas) e portuguesas com igualdade de direitos (Decreto Federal Nº 70391/1972). Os dados nela comprovados variam de acordo com os documentos oficiais apresentados pelo requerente e, quase sempre, com os padrões técnicos do órgão responsável pela sua expedição, porém sempre comprovam seus principais dados biográficos (nome, data de nascimento, naturalidade e filiação) e biométricos (fotografia, assinatura e impressão digital do polegar direito), além da data (e, por codificação que varia de acordo com a Unidade Federativa, local) de sua expedição.
Sua expedição é de responsabilidade dos poderes executivos das unidades federativas brasileiras. Ocorre, porém, que cada Instituto de Identificação de cada Unidade Federativa tinha o seu próprio padrão técnico de sequenciamento numérico de Registro Geral (concedido pelo cidadão apenas quando indispensável à segurança da operação) e que nunca houve restrição por Lei à identificação civil em mais de um Instituto de Identificação de mais de uma unidade federativa (dependendo apenas da apresentação das certidões de nascimento ou casamento e dos certificados ou portarias de naturalização ou de igualdade de direitos). Assim, era possível ter mais de um documento de identificação com sequências numéricas de Registro Geral completamente diferentes, porém com a mesma validade em todo o território nacional, o que apenas foi superado com o Decreto nº 10.977, de 23 de fevereiro de 2022, ao estabelecer o número único do Cadastro de Pessoa Física (CPF) de cada cidadão como o registro a ser adotado nacionalmente pelas Unidades da Federação. Desde 2008, as carteiras de identidade são consideradas válidas para ingresso e egresso dos países-membros do Mercado Comum do Sul (Mercosul) e suprem a ausência do passaporte brasileiro ao lado do Registro de Identidade Civil (Decreto Federal Nº 7166, de 5 de maio de 2010) e da Carteira de Registro Nacional Migratório ("Residente") caso correspondam à atualidade biométrica do civilmente identificado e tenham menos de 10 anos da data de expedição.
Para expedição ou renovação da Carteira de Identidade, requer-se, em original ou em cópia autenticada, a apresentação da Certidão de Nascimento (para brasileiros natos que nunca se casaram) ou da Certidão de Casamento (para brasileiros natos ou naturalizados que se casaram pelo menos 1 vez, separados ou não). Os naturalizados podem recorrer ao Certificado de Naturalização expedido pelo Departamento de Estrangeiros do Ministério da Justiça e Segurança Pública ou à Portaria do Diário Oficial da União que tiver lhe dado respaldo (o mesmo se aplica aos portugueses com igualdade de direitos). Ao ser atendido, a maioria dos postos de identificação tiram a fotografia do requerente na hora, porém a apresentação de 1 ou 2 fotografias na dimensão 3x4 cm pode ser requerida em casos excepcionais.
Em 2018, o ex-presidente Michel Temer chancelou o Decreto Federal Nº 9278, que mudou o modelo padrão de expedição do RG e reservou aos Institutos De Identificação das Unidades Federativas a faculdade de expedição em papel filigranado ou em cartão de policarbonato, adicionando novos recursos de dissolução às fraudes e novos campos para comprovação de Tipo Sanguíneo (incluindo Fator RH), deficiências ou doenças crônicas e 9 novos documentos oficiais (o CPF e o NIS/NIT/PIS/PASEP já podiam ser comprovados no modelo padrão do Decreto Federal Nº 89250). Porém, em 2022, o ex-presidente Jair Bolsonaro chancelou o Decreto Federal Nº 10977 para propor um novo modelo para suprimir as sequências numéricas de Registro Geral em prol da sequência numérica do Cadastro De Pessoa Física (CPF). As carteiras de identidade antigas perderão a sua validade no dia 1º de março de 2032. Também poderá ser expedido em papel filigranado ou em cartão de policarbonato e será acompanhado de um modelo digital padronizado para todo o território nacional que poderá ser acessado via aplicativo para celulares quando o requerente expedir o novo modelo e validá-lo pelo Código QR localizado no verso superior. O novo modelo também será expedido com Machine Readable Zone Code (Código MRZ) para facilitar a confirmação de autenticidade fora do território nacional, porém não comprovará a impressão digital do polegar direito do requerente e deslocará as comprovações adicionais promovidas pelo Decreto Federal Nº 9278 apenas para o modelo digital da Carteira de Identidade (com exceção das simbologias internacionais dedicadas às pessoas com deficiência). As certidões de nascimento ou casamento e os certificados ou portarias de naturalização ou de igualdade de direitos serão comprovados apenas no modelo digital da Carteira de Identidade.

## Conteúdo

### Período pré-padronização
Os RGs emitidos antes da lei federal 7.116/83 eram emitidos por várias instituições com competência para os efeitos de identificação, tendo vários cadastros diferentes e vários modelos, constando dados como série, seção e eventualmente cor de pele, olhos e cabelo, dado que ainda era comum o uso de câmeras monocromáticas (preto-e-branco).
Não havia uma padronização de modelos entre os estados do país, sendo que foram emitidos até meados do século XX modelos manuscritos, primeiramente em papel comum, depois em papel comum dentro de uma carteira similar aos distintivos eventualmente utilizados pelas corporações estatais, também autorizadas a emitir documentos de identificação com validade para efeitos de registro digital. Mais adiante, passou a se adotar modelos datilografados, que vieram a perdurar até o surgimento do primeiro modelo padronizado.
Tal sistema deu grande espaço para fraudes, com a possibilidade de emissão de documentos forjados e falsificados, bem como de documentos específicos para populações vistas como especialmente perigosas, o que implicava em uma discriminação especialmente estigmatizador na época.

### Primeiro modelo padronizado (1983 - 2019)

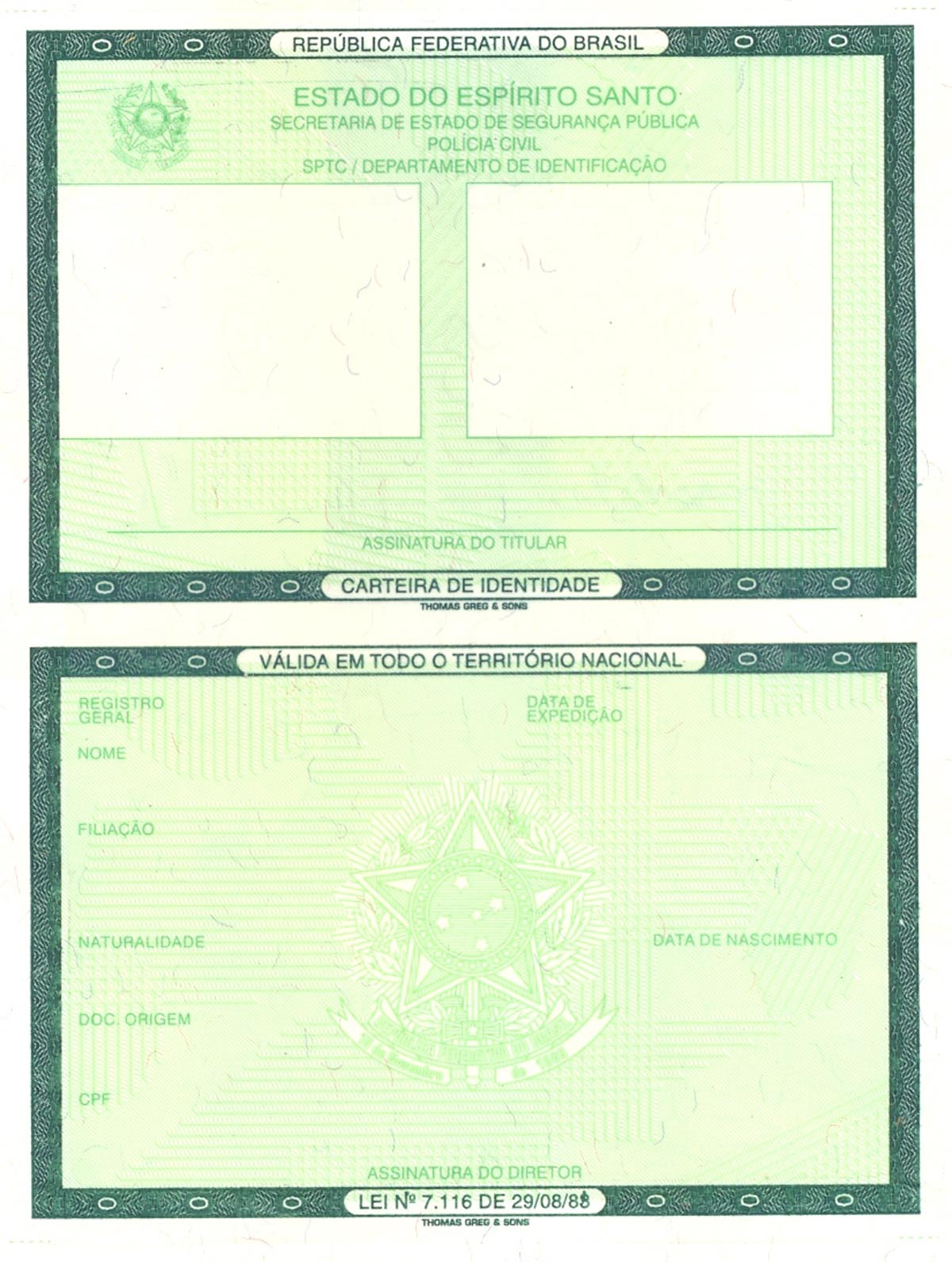
Antigo modelo de cédula de identidade (em papel-moeda) emitida pelas unidades federativas.

Surgido em 1983, já na vigência da lei federal 7116/83, tal modelo representou a unificação dos modelos dos documentos de identificação dos estados do país, com o objetivo de reduzir o risco de problemas com identidades fraudulentas.

Inicialmente, fazia-se a coleta de duas fotos 3 x 4 sendo uma destinada ao arquivo e outra ao documento. Durante a década de 1980, o documento permaneceu sendo datilografado. No decorrer dos anos 1990, o documento passou a ser impresso em impressoras matriciais e mais recentemente o documento passou no estado de São Paulo a ser impresso com impressoras específicas para tal fim, sendo que a foto no arquivo em muitos casos foi utilizada na impressão do documento com a instrução para não plastificar.
No anverso
- Número do registro geral (pode conter dígitos[11] e letras e cada unidade da federação decide como ordenar o seu sistema)
- Data de expedição
- Nome do portador
- Filiação (nome do(s) ascendente(s) legal(is))
- Naturalidade (localidade e unidade da federação ou país onde o portador nasceu segundo o documento fornecido)
- Data de nascimento
- Doc. origem (documento que deu origem ao registro geral)

CN: Certidão de Nascimento (LV.A)
CC: Certidão de Casamento (LV.B)
Portaria Ministerial, 
por exemplo:
<<Localidade>><<UF>>
<<1ª Subdivisão>>
CC:LV.B000 FLS.000 N.000000 (LV: livro, FLS: folhas, N: número)
- Número do CPF (opcional)

No reverso
- Brasão da UF, nome da UF, Secretaria de Segurança Pública
- Fotografia 3 cm por 4 cm
- Polegar direito
- Assinatura do portador (se o portador for analfabeto, é carimbada a inscrição "não alfabetizado" e se não assina devido a deficiência, é carimbada a inscrição "não assina por deficiência")

### Segundo modelo padronizado (2019 - 2022)

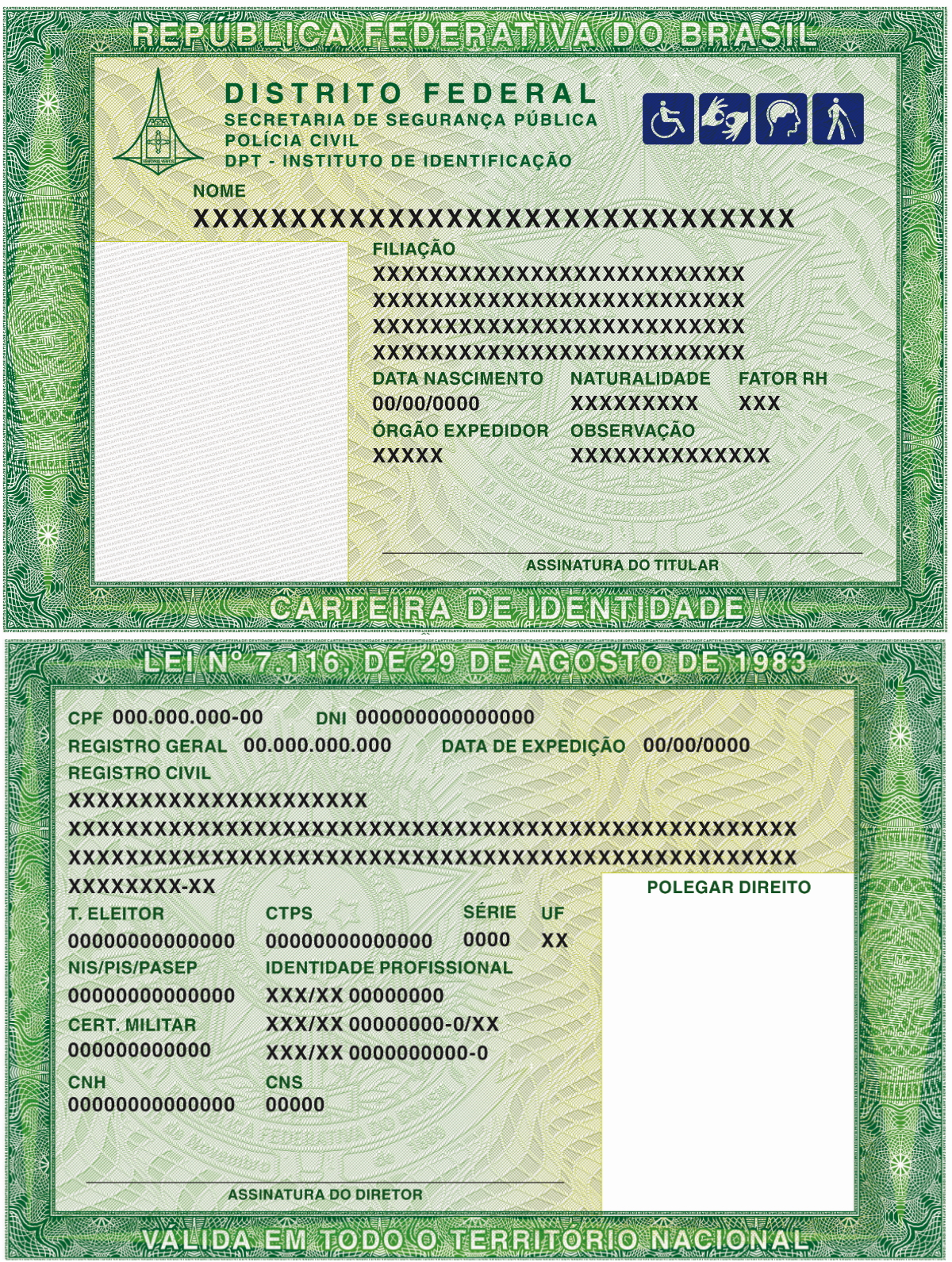
Modelo de cédula de identidade (em papel-moeda) emitida pelas unidades federativas entre os anos de 2019 até 2022.

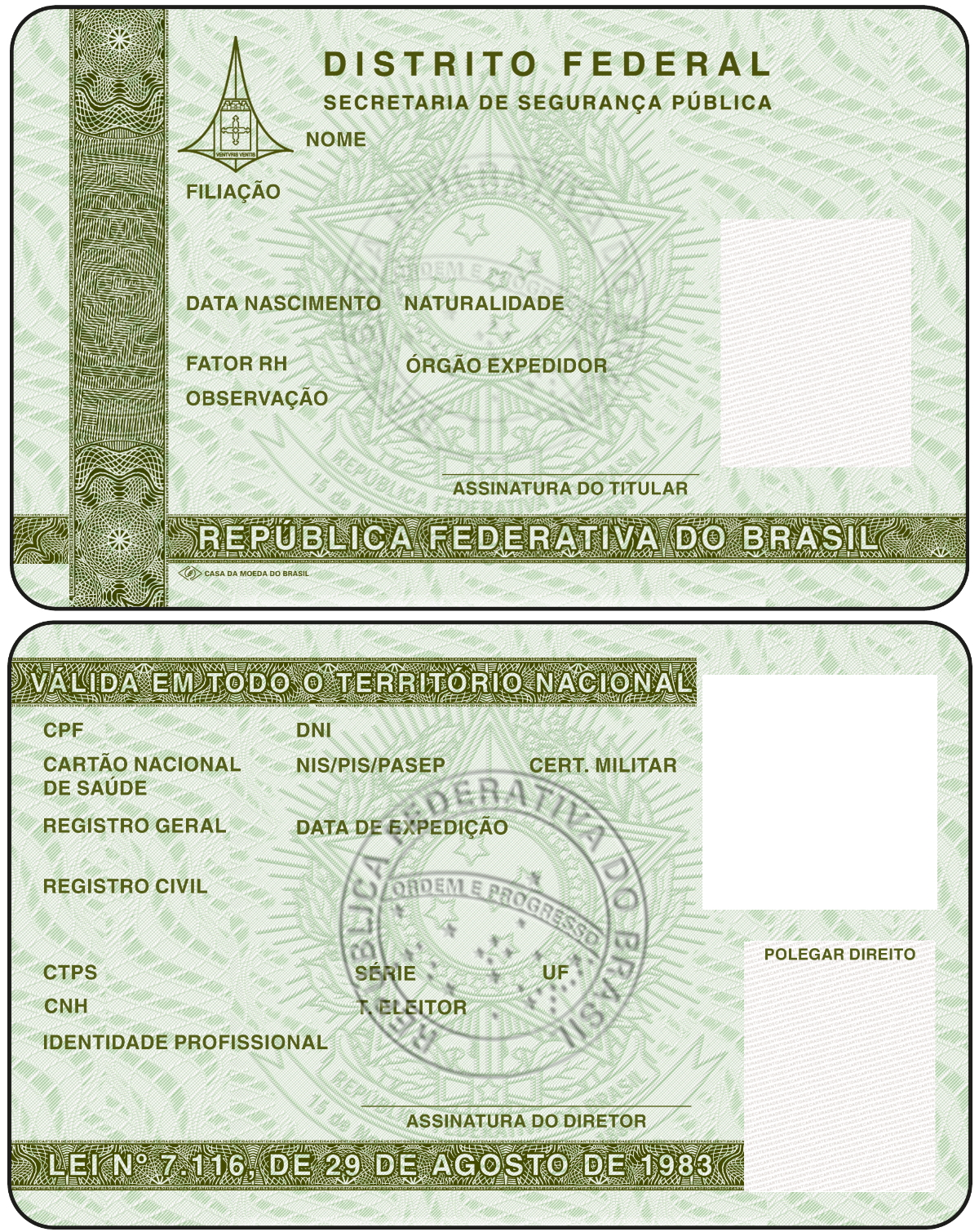
Modelo de cédula de identidade (em cartão com chip) previsto em lei, mas não implementado, vigente entre 2019 até 2022.

O segundo modelo padronizado, previsto no Decreto Federal nº 9.278, de 05/02/2018, implementado em 2019 e vigorou até 2023, adicionou novos campos opcionais ao RG e muda seu design em relação ao modelo anterior implementado desde 1983, sendo que algumas informações trocaram de face (anverso e reverso) para acomodar os novos dados.
Os estados tiveram até 1º de março de 2022 para se adequarem ao novo modelo. Os estados de Goiás, Mato Grosso, Acre, Maranhão, Ceará, Rio de Janeiro, São Paulo, Paraná, Santa Catarina, Rio Grande do Sul e o Distrito Federal já estavam emitindo o documento em 2019.
As informações marcadas como opcionais abaixo podiam ser adicionadas em segunda via do documento desde que apresentada os originais dos documentos de origem das novas informações pelo requerente.
No anverso
- Número do CPF  - obrigatório (se o(a) portador(a) não possuir será inscrito no CPF)[nota 6]
- Número DNI - obrigatório desde que o(a) portador(a) esteja inscrito no ICN e a SSP emissora tenha acesso a base do TSE[nota 7]
- Número do registro geral (pode conter dígitos[18] e letras e cada unidade da federação decide como ordenar o seu sistema)
- Data de expedição
- Documento de origem (documento que deu origem ao registro geral)
- CN: Certidão de Nascimento (LV.A) ou CC: Certidão de Casamento (LV.B) - Portaria Ministerial
- Número do Título de Eleitor (opcional)
- Número da Carteira de trabalho (opcional)
- Número da Previdência Social ou PIS/PASEP (opcional)
- Número de Identidade Profissional (opcional)
- Número R.A. do Certificado de alistamento militar (apenas do sexo masculino) (opcional)
- Número da CNH (opcional)
- Cartão SUS (opcional)
- Impressão digital do polegar direito

No reverso
- Brasão da UF, nome da UF, Secretaria de Segurança Pública
- Ícone de indicação para pessoas com deficiência ou com necessidades especiais (opcional)
- Nome civil do(a) portador(a) ou nome social
- Filiação (nome do(s) ascendente(s) legal(is))
- Naturalidade (localidade e unidade da federação ou país onde o portador nasceu segundo o documento fornecido)
- Data de nascimento
- Órgão Expedidor
- Tipo Sanguíneo e Fator Rh (opcional)
- Observação (opção por "Não Doador de órgão" ou outras informações)
- Fotografia 3 cm por 4 cm
- Assinatura do portador (se o portador for analfabeto, é carimbada a inscrição "não alfabetizado" e se não assina devido a deficiência, é carimbada a inscrição "não assina por deficiência")

### Terceiro modelo padronizado - unificado (a partir de 2022)
Em 23/02/2022, o então presidente Jair Bolsonaro assinou o decreto nº 10.977, também conhecido como "decreto do RG único", o qual determina que a partir de 6 de março de 2022, a Carteira de Identidade Nacional (CIN) definindo o CPF como número único e suficiente para identificação do cidadão perante os serviços públicos. Anteriormente, cada Unidade Federativa empregava sua própria numeração, o que abria espaço para que cada pessoa possuísse até 27 RGs, e facilitava a ocorrência de fraudes. Este decreto foi oficializado no ano seguinte pelo presidente Lula através da lei nº 14.534/2023.
A CIN substitui gradualmente o RG, tendo o processo de emissão iniciados nas seguintes unidades federativas: Acre, Alagoas, Amazonas, Goiás, Mato Grosso, Minas Gerais, Pernambuco, Piauí, Paraná, Rio de Janeiro, Rio Grande do Sul (somente a 1ª via) e Santa Catarina.
A Carteira de Identidade Nacional adotará um novo padrão de desenho e arranjo das informações em suas versões físicas (papel-moeda ou cartão de policarbonato), e também passa a ter uma versão oficial totalmente digital para smartphones. Nesse artigo abordaremos as duas versões de forma separada.

#### Documento físico (em papel-moeda ou cartão de policarbonato)

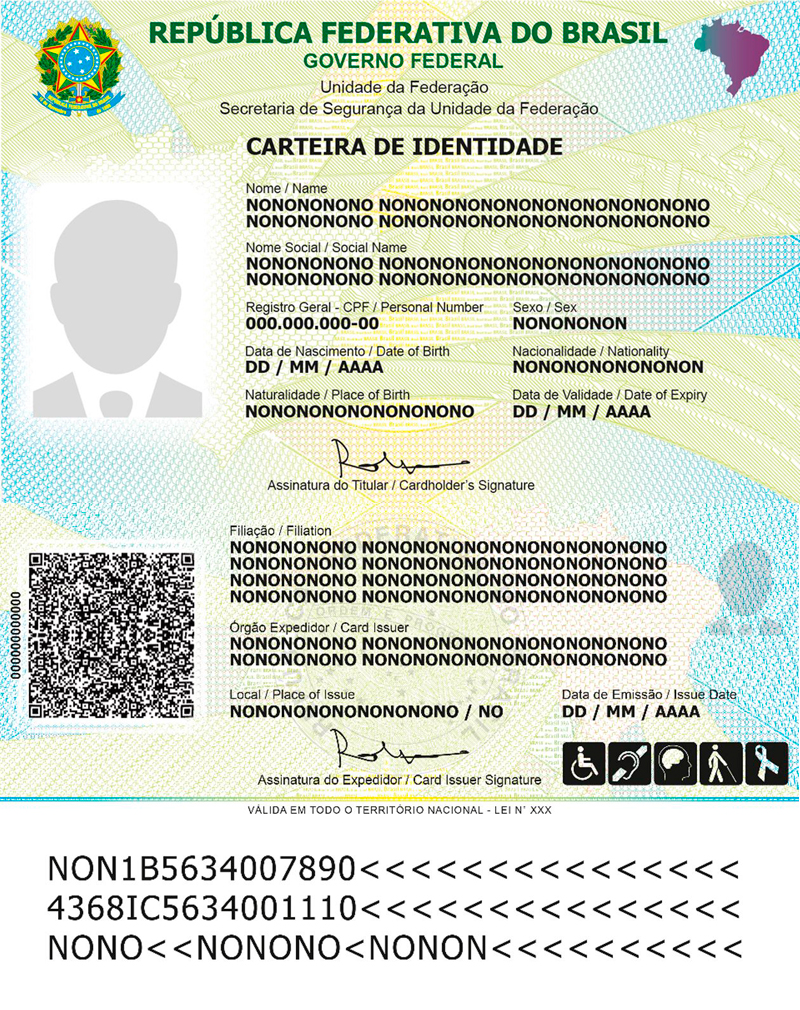
Modelo da Carteira de Identidade Nacional - CIN (em cartão de policarbonato) previsto em decreto.

O novo documento de identidade aprovado em 2022, que poderá ser em papel-moeda ou cartão de plástico de policarbonato, mudou radicalmente o documento em relação ao segundo modelo vigente entre 2018-2022, já que contém menos dados e com um desenho completamente diferente, usando um padrão internacional de cartões de identidade, com um código MRZ.
Entre as mudanças, se destaca o fim do número de Registro Geral das secretarias de segurança pública das Unidades Federativas e a unificação da numeração do documento, que passa a utilizar o número do Cadastro de Pessoas Físicas da Receita Federal (CPF) como principal, suplantando o antigo número de RG; Outra mudança foi a implantação de uma data de validade do documento: de 10 anos para cidadãos entre 12 até 59 anos de idade; 5 anos para pessoas menores de 12 anos; e, para pessoas a partir de 60 anos, o documento continuará a ter validade indeterminada.
As informações contidas no novo modelo de carteira de identidade segundo decreto são:
No anverso
- Filiação (nome do(s) ascendente(s) legal(is))
- Local de emissão
- Órgão Expedidor
- Data de emissão
- Assinatura do emissor
- QR Code de validação
- Ícone de indicação para pessoas com deficiência ou com necessidades especiais (opcional)
- Código MRZ (apenas cartão de plástico)

No reverso
- Brasão da República, nome da UF e Secretaria de Segurança Pública
- Nome civil do(a) portador(a) e nome social
- Sexo (M, F ou X)
- Número do CPF
- Naturalidade (localidade e unidade da federação ou país onde o portador nasceu segundo o documento fornecido)
- Nacionalidade (BRA, PRT)
- Data de nascimento
- Data de validade
- Fotografia 3 cm por 4 cm
- Assinatura do portador (se o portador for analfabeto, ou não assina devido a deficiência, é incluída a inscrição "Não assinou neste ato")

Algumas informações que sempre estiveram na carteira de identidade brasileira como o Documento de origem (Certidão de Nascimento, Certidão de Casamento ou Naturalização) e a impressão digital do polegar direito não serão mais impressas no documento físico, porém continuará sendo necessário a apresentação de algum documento de origem e a coleta das impressões digitais quando for emitir o novo documento.

#### Documento digital (em aplicativo parasmartphone)

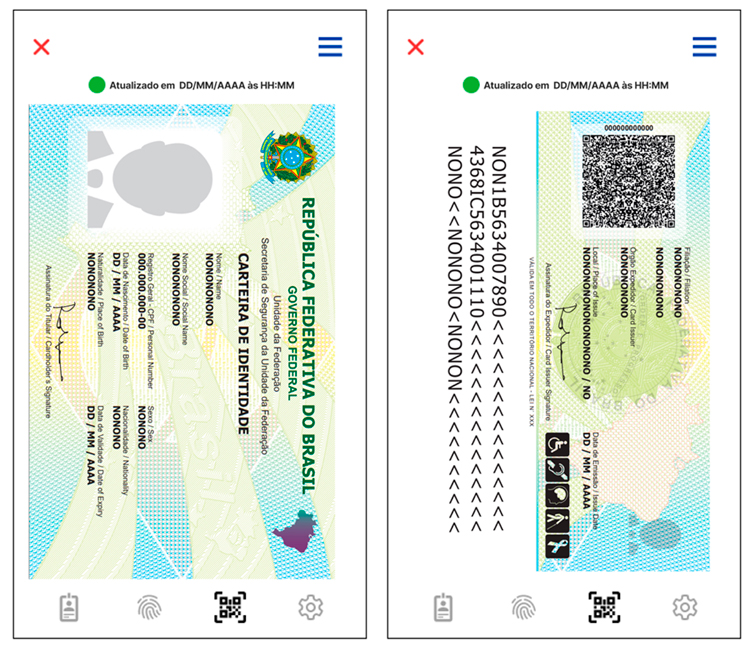
Modelo da Carteira de Identidade Nacional - CIN (Página principal do aplicativo para smartphone) previsto em decreto.

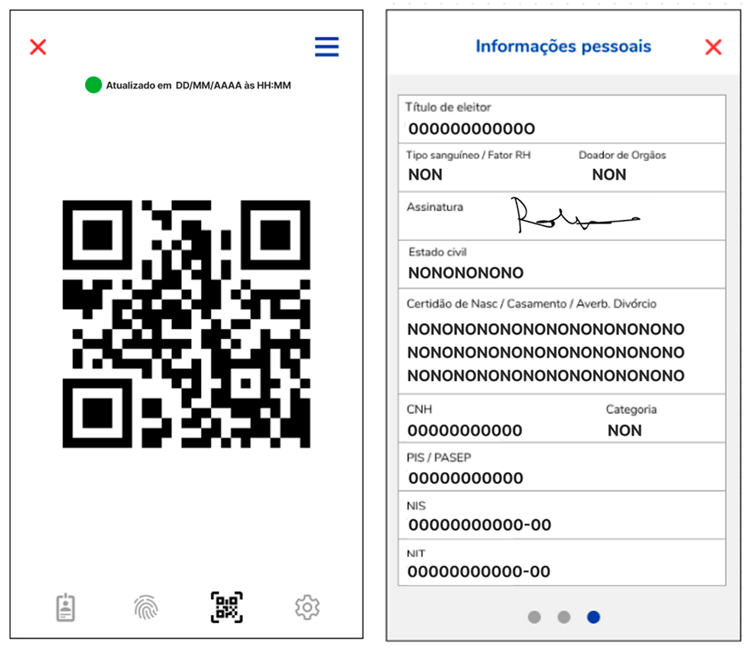
Modelo da Carteira de Identidade Nacional - CIN (Página de validação e outros documentos do aplicativo para smartphone) previsto em decreto.

A segunda versão do terceiro modelo de carteira de identidade brasileiro será digital através de aplicativos para smartphone. O aplicativo terá duas páginas: A primeira será a principal que tem uma versão digitalizada de igual teor do documento físico (seja em cartão de plástico ou papel-moeda) com certificação digital e possibilidade de exportação para arquivo PDF porém a novidade é que contará com duas outras páginas: Uma de validação do documento pelas autoridades públicas através de um QR Code e uma página com outras informações documentais que foram omitidas do documento físico do segundo modelo entre 2018-2023 e que poderá ser adicionado pelo cidadão ao emitir sua nova via da identidade:
- Documento de origem (documento que deu origem ao registro geral) (CN: Certidão de Nascimento (LV.A) ou CC: Certidão de Casamento (LV.B) - Portaria Ministerial) (Obrigatório)
- Número do Título de Eleitor (opcional)
- Número da Carteira de trabalho (opcional)
- Número da Previdência Social ou PIS/PASEP (opcional)
- Número de Identidade Profissional (opcional)
- Número R.A. do Certificado de alistamento militar (apenas do sexo masculino) (opcional)
- Número da CNH e Categoria (opcional)
- Cartão SUS (opcional)

### Alterações no terceiro modelo padronizado (a partir de junho de 2023)
Divulgado pelo Ministério da Gestão e da Inovação em Serviços Públicos (MGI), as alterações no modelo devem passar a valer a partir do final de junho de 2023. Com isso, ocorrerá a remoção dos seguintes campos:
- Nome Social
- Sexo

A alteração foi solicitada pelo Ministério dos Direitos Humanos e Cidadania (MDHC) e tem por objetivo aumentar a inclusão de pessoas LGBT+ que se sentiam constrangidas com as informações presentes em tais campos.

## Problemas
No Brasil e no mundo os sistemas de identificação evoluíram com as oportunidades criadas por novos materiais, pela informatização dos governos, pelo uso de bancos de dados em rede, etc. Em função disso, surgem pressões para sua melhora, ao mesmo tempo que problemas antes aceitos como insolúveis passaram a ter solução simples e de baixo custo.
- Problemas com a atribuição do número de RG: não é um identificador único; cada uma das 27 UFs podem emitir seu próprio número de RG, sem compromisso com as demais. Portanto, cada cidadão brasileiro tem o direito de ter 27 RGs diferentes.
- Problemas com cédula: o objeto "cédula" não precisa ser de papel, o que o torna mais durável e seguro (à prova de água por exemplo).
- Problemas com o sistema de identificação: sistemas biométricos e novas regras para atualização têm sido propostos.
- Problemas quanto a identificação dos estrangeiros residentes no país que possuam um número de CPF válido quanto a se continuarão com o registro do Registro Nacional de Estrangeiros (RNE) ou se os mesmos também utilizarão da mesma cédula de identidade emitida em favor de brasileiros e portugueses ao abrigo do estatuto de igualdade de direitos ou eventualmente um novo modelo com o CPF servindo de identificação.

## Soluções e práticas adotadas

### Uso do CPF
O número atribuído ao Cadastro de Pessoas Físicas (CPF) tem garantia de unicidade, de modo que resolve o principal problema do RG. Atualmente, ele já vem indicado na cédula, mas como as leis se referem ao RG, o CPF não é utilizado. Contratos e outros instrumentos carecem de identificação única, ou seja, citam pessoas de forma ambígua.

## Projetos de lei para modificação
Outras tentativas de solução, mais amplas, foram expressas em proposições legislativas federais:

### Registro de Identidade Civil (RIC)
Registro de Identidade Civil (RIC) é a denominação de um projeto para uma nova cédula de identidade brasileira. O documento usaria tecnologia smart card, similar a um cartão de plástico com chip, reuniria os dados da cédula de identidade atual, CPF e título de eleitor, dentre outros, sendo integrado ainda com sistema informatizado de identificação de impressões digitais, o AFIS. O RIC foi concebido com objetivo de integrar todos os bancos de dados de identificação do Brasil.
O documento foi lançado oficialmente no dia 30 de dezembro de 2010, os primeiros cartões foram distribuídos em sete cidades: Brasília (Distrito Federal), Rio de Janeiro (Rio de Janeiro), Salvador (Bahia), Hidrolândia (Goiás), Ilha de Itamaracá (Pernambuco), Nísia Floresta (Rio Grande do Norte) e Rio Sono (Tocantins).
Depois dessa primeira fase, o projeto foi suspenso sem data para ser retomado.
Em fevereiro de 2017, o projeto para a criação de novo documento foi aprovado pela Câmara dos Deputados. Na fase seguinte, o projeto seguirá para a mesa do Senado.

### Documento Nacional de Identidade (DNI)
Em 5 de abril de 2017, a Comissão de Constituição e Justiça e de Cidadania do Senado aprovou o projeto de lei com a proposta de reunir os dados do Registro Geral (RG), Carteira Nacional de Habilitação (CNH), Cadastro de Pessoa Física (CPF) e o Título Eleitoral em um único documento. Depois da aprovação pelo Congresso, a lei foi sancionada pelo presidente Michel Temer em 11 de maio de 2017, e publicada no Diário Oficial da União no dia seguinte. No entanto, foram vetados do texto original a inclusão da Carteira Nacional de Habilitação, pela necessidade eventual de retenção pelos órgãos de trânsito e também do Passaporte, por ser uma exigência de outros países como documento único. A responsabilidade de gerir os dados do documento único será do Tribunal Superior Eleitoral (TSE). O banco de dados se chama "Identificação Civil Nacional", enquanto a cédula de documento se chamará "Documento Nacional de Identidade". O projeto-piloto foi lançado em 5 de fevereiro de 2018.

### Uso da biometria como substituição a documentos
Em 11 de fevereiro de 2019, o então secretário de Governo Digital do Ministério da Economia, Luis Felipe Salin Monteiro, anunciou o uso do CPF como número geral, como um primeiro passo para implantação geral do DNI no Brasil. Além disso, ao contrário da proposta de lei aprovada, o governo pretende manter alguns documentos como Passaporte, Certificado de Alistamento Militar, Carteira do Bolsa Família e Carteira de Motorista (inclusive aumentando a validade deste último) em razão de leis que proíbem que esses documentos sejam unificados em um outro.
Então, em 10 de outubro de 2019, através de um decreto, o ex-presidente Jair Bolsonaro anunciou a criação de um Cadastro Base do Cidadão com a ideia de juntar números e dados de documentos (principalmente o CPF) a dados biométricos diversos incluindo rosto, olhos, digitais da mão, a voz e a maneira de andar, com o objetivo de viabilizar a criação de meio unificado de identificação do cidadão para prestação de serviços públicos agilizados utilizando a biometria. A Secretaria de Governo Digital do Ministério da Economia vai arcar com custos enquanto o Comitê Central de Governança de Dados irá administrar e cuidar destes dados.

### Inclusão de deficiência
Em 26 de fevereiro de 2025, a Câmara dos Deputados do Brasil aprovou um projeto de lei que permite inscrever o diagnóstico de qualquer deficiência na carteira de identidade. O texto foi relatado pelo deputado Amom Mandel do Cidadania-AM, o primeiro parlamentar a tornar público diagnóstico de autismo no Congresso.

## Outras formas de identificação civil
Apesar de toda pessoa demandar um registro oficial de identidade, estrangeiros, recém-nascidos e outros não possuem ou não podem ter o documento de identidade.

### Certidão de nascimento
A certidão de nascimento é o primeiro registro que a pessoa recebe, e só com ela é possível obter outros documentos fundamentais.

### Registro Nacional de Estrangeiros
Desde 1938, há também a cédula de identidade de estrangeiros, para estrangeiros com residência fixa no Brasil. Este documento é emitido pela Polícia Federal e chama-se Registro Nacional de Estrangeiros (RNE). Em 2017, o documento foi repaginado e  passou a se chamar Carteira de Registro Nacional Migratório (CRNM).